# Truppenübungsplatz Heuberg
Der Truppenübungsplatz Heuberg ist ein Truppenübungsplatz (TrÜbPl) der Bundeswehr auf dem Gebiet der Landkreise Sigmaringen und Zollernalb in Baden-Württemberg. Er war seit der Errichtung im Deutschen Kaiserreich stets ein Spiegelbild der deutschen Geschichte.
Der Übungsplatz ist dem Unterstützungskommando der Bundeswehr unterstellt und gehört zum „Bereich Truppenübungsplatzkommandantur SÜD“. Er ist der einzige noch existierende Truppenübungsplatz in Baden-Württemberg.

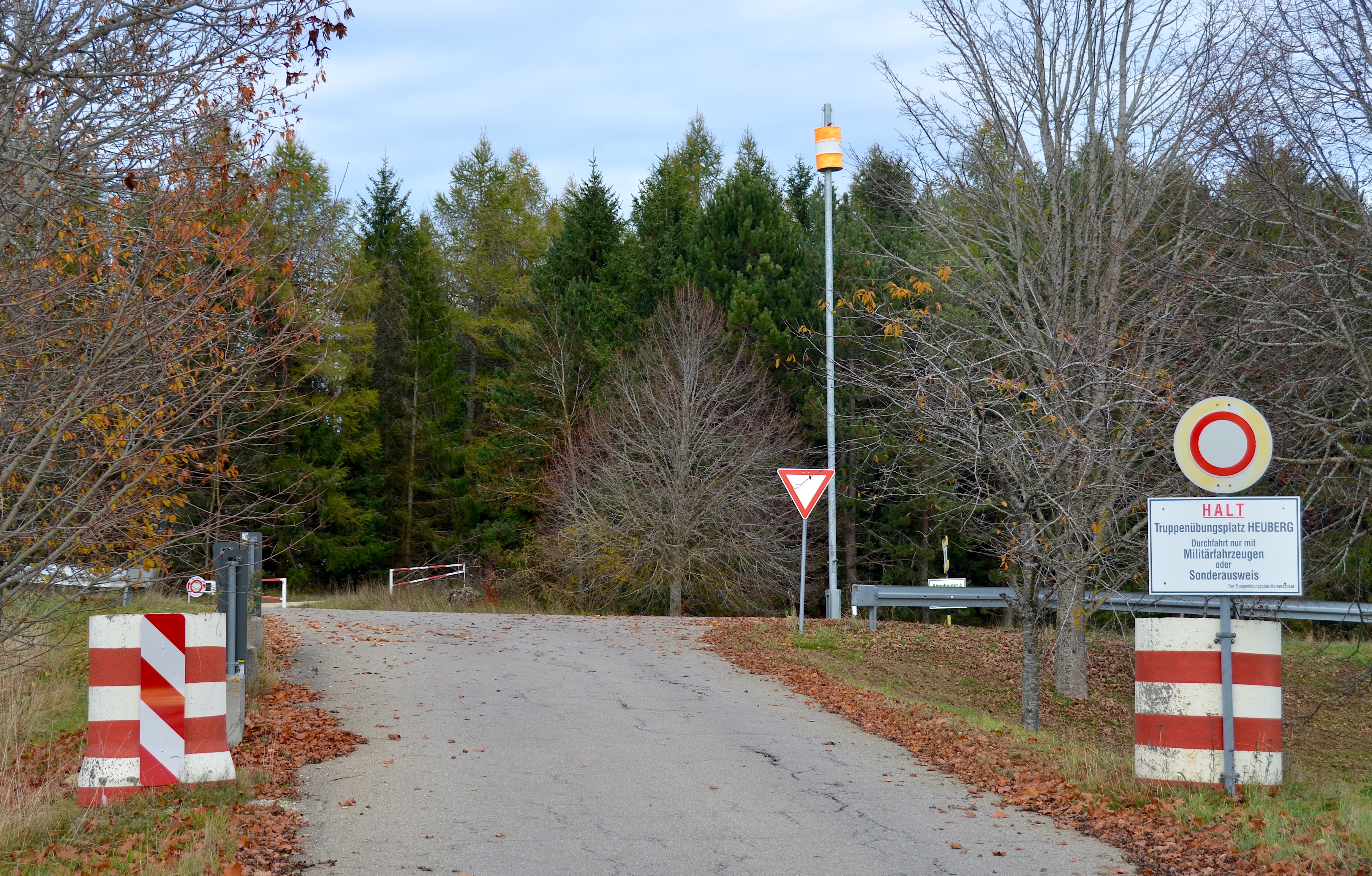
Einfahrt Truppenübungsplatz Heuberg

## Geographie
Der Truppenübungsplatz Heuberg liegt auf dem Großen Heuberg, einer Hochfläche im Südwesten der Schwäbischen Alb in einer Höhenlage von 800 bis 970 Meter. Das Areal wird von den Ortschaften Albstadt im Norden, Stetten am kalten Markt mit Lager Heuberg und Alb-Kaserne (beide Heer) im Südosten, Schwenningen im Süden und Meßstetten mit der ehemaligen Zollernalb-Kaserne (bis 2013 Luftwaffe mit Luftraumüberwachung sowie bis 2014 Teile Heer) im Nordwesten eingerahmt.
Die Kasernenanlagen, der Standortübungsplatz sowie der Truppenübungsplatz umfassen rund 4780 Hektar (47,8 km²). Hiervon sind 2480 Hektar Übungsfläche, von denen 1245 Hektar für Kettenfahrzeuge geeignet sind. Auf die beiden Liegenschaften des Bundeswehrstandorts Stetten am kalten Markt – Lager Heuberg und Alb-Kaserne – entfallen 141,8 Hektar, wobei rund 1620 Hektar auf die Gemarkung der Gemeinde Stetten am kalten Markt und 129 Hektar auf die Gemarkung der Gemeinde Schwenningen entfallen. Die Stadt Meßstetten musste 1909 fast 40 Prozent ihrer Gemarkungsfläche an den Reichsfiskus verkaufen.
Im Zusammenhang mit dem Truppenübungsplatz Heuberg entstanden des Weiteren drei verbunkerte Bauwerke (Luftwaffenkampfführungsanlage Martin bzw. Bauwerk I/II, III und IV) innerhalb des Truppenübungsplatzes sowie eine Radarkuppel (Bauwerk V) auf dem Weichenwang (Gemarkung Meßstetten). Des Weiteren gibt es fünf Außenfeuerstellungen.
Die Mittelgebirgslandschaft zeigt sich hier hügelig und von mehreren flachen Tälern durchschnitten. Der Truppenübungsplatz ist mit 40 Prozent Nadel- und Mischwald sowie 60 Prozent Freiflächen mit überwiegend Kalkmagerrasen und Magerrasenmähwiesen bedeckt.
Das Klima auf der Albhochfläche ist mit einer durchschnittlichen Jahrestemperatur von 6,3 °C rau. Temperaturschwankungen von bis zu 19 °C an einem Tag sind möglich. Frost ist von September bis Mai möglich, jedoch auch in den Sommermonaten nicht selten. Die jährliche Niederschlagsmenge liegt bei über 800 Millimetern.

## Geschichte

### Vorgeschichte (1885–1908)
Der Truppenübungsplatz Heuberg geht auf die Forderungen des XIV. Badischen Armee-Korps zurück, das im Jahre 1885 sein Bedürfnis nach einem den neuen Anforderungen militärtaktischer Grundsätze genügenden Manöverraum formulierte. Am 1. August 1899 setzte das Generalkommando mit Sitz in der badischen Haupt- und Residenzstadt Karlsruhe das Großherzogliche Ministerium für Finanzen über die Anforderungen an einen zukünftigen Truppenübungsplatz in Kenntnis. Neben vielen Kriterien sollte der zukünftige Truppenübungsplatz nicht in Höhenlage liegen, über einen Eisenbahnanschluss verfügen und möglichst kreisrund anlegbar sein. Die mit der Suche beauftragte Domänendirektion stellte bald fest, dass die Wünsche der Militärs von keinem Kandidaten erfüllt werden konnten.
Im Jahre 1905 wendete sich das Interesse der Behörde dem Heuberg zu. Weil dort sowohl Gelände als auch Erwerb die wenigsten Schwierigkeiten bereiteten, entschied man sich für den Heuberg, obwohl der zukünftige Übungsplatz nur zu einem Drittel auf badischem Gebiet liegen und über keinen Eisenbahnanschluss verfügen würde. Pläne für einen Militärbahnhof (48° 10′ 26,76″ N, 8° 57′ 5,18″ O) unterhalb der Außenfeuerstellung Blumersberg in Meßstetten wurden für 8000 Goldmark detailliert ausgearbeitet.
Ab dem Jahre 1908 wurden die Kaufverhandlungen für die badischen, württembergischen und preußischen Gemarkungen eingeleitet, welche sich jedoch noch einige Zeit hinzogen, da nicht alle privaten Verkäufer mit den vom Militär angebotenen Grundstückspreisen einverstanden waren, so dass es in einigen Fällen sogar zu Zwangsenteignungen durch den Reichsfiskus kam.

### Errichtung und Inbetriebnahme (1908–1914)
Ab 1910 konnten die ersten Truppenübungen durch das XIV. Badische Armee-Korps auf dem Truppenübungsplatz stattfinden, der zu diesem Zeitpunkt jedoch nur teilweise angekauft war. Aufgrund noch fehlender fester Unterkünfte waren die Soldaten in Zelten oder in Quartieren der umliegenden Gemeinden untergebracht. Zwischen 1912 und 1916 erfolgte auf der Gemarkung von Stetten am kalten Markt der Bau des Lagers Heuberg.
Der Errichtung des Truppenübungsplatzes sind mehrere, im 19. Jahrhundert zur Verbesserung der ökonomischen Situation der Bevölkerung in der ehemaligen Herrschaft Straßberg gebaute Aussiedlerhöfe zum Opfer gefallen. Zu nennen sind hier z. B. der Harthof und Lenzenhütte – auch Glashüttehof genannt – (beide Gemarkung Straßberg), der Ochsenkopf und Waldhof (beide Gemarkung Kaiseringen), der Knobelhof (Gemarkung Heinstetten), Sebastiansweiler mit der Sebastianskapelle und Weinitz im Hardt (beide Gemarkung Frohnstetten).
Eine besondere Herausforderung stellte die Wasserversorgung der 6000 übenden Soldaten sowie 2500 Pferde dar. Hierzu erwarb der Reichsmilitärfiskus am 19. Februar 1910 für rund 35 Tausend Reichsmark vom Fürstenhaus Fürstenberg die sogenannte Hammerschmiede, ein altes Eisenhüttenwerk in Thiergarten mit Kanal, Wehranlage, und die zwischen Neidingen und Thiergarten gegenüber Falkenstein entspringende Rainbrunnenquelle (Rainquelle). Nach Abriss der Hammerschmiede entstand an ihrer Stelle eine Pumpstation. Entlang des über 300 Meter höher liegenden Übungsplatzes entstanden zudem ab 1909 drei Hochbehälter und eine Druckleitung. Im Jahr 1912 wurde ein Elektrizitätswerk errichtet, das über eine Stromleitung von Thiergarten aus den Übungsplatz mit Strom versorgte.
Im Gewann Kohltal, das sich in das Storzinger Tal öffnet, begann man ab 1911 mit der Planung einer Kläranlage, deren Bau zwischen 1912 und 1914 erfolgte. 1914 konnte sie in Betrieb gehen. 1925 wurde Stetten am kalten Markt mit dem westlichen Ortskernteil an die Kläranlage angeschlossen, 1981 kam der Ortsteil Glashütte hinzu. Am 31. Oktober 2004 wurde die Schwenninger Kläranlage stillgelegt und über Glashütte zur Kläranlage Kohltal gepumpt.
Zum Aufbau und Versorgung des Truppenübungsplatzes wurde 1912 eine Material-Standseilbahn eingeweiht. Von der 2,4 km langen Standseilbahn Kaiseringen, die vom Bahnhof in Kaiseringen zur Albhochfläche hinauf führte, und der auf der Ebene daran anschließenden 1,5 km langen Materialbahn auf dem Truppenübungsplatz finden sich vom Endpunkt noch erkennbare Betonreste. Die 1915 errichtete Bahn lief allerdings auch nach mehreren Umbauten nicht störungsfrei und wurde daher bald aufgegeben. Nach Ende des Ersten Weltkriegs (1914–1918) wurde aufgrund der im Versailler Vertrag geforderten Demilitarisierung der Truppenübungsplatz vorerst nicht mehr militärisch genutzt, die Bahn 1921 stillgelegt und nicht wieder aufgebaut. 1985 wurde auf der Zollernalbbahn ein Panzerverladebahnhof (48° 8′ 9,56″ N, 9° 7′ 41,3″ O) in Storzingen gebaut.

### Erster Weltkrieg und Weimarer Republik (1914–1933)

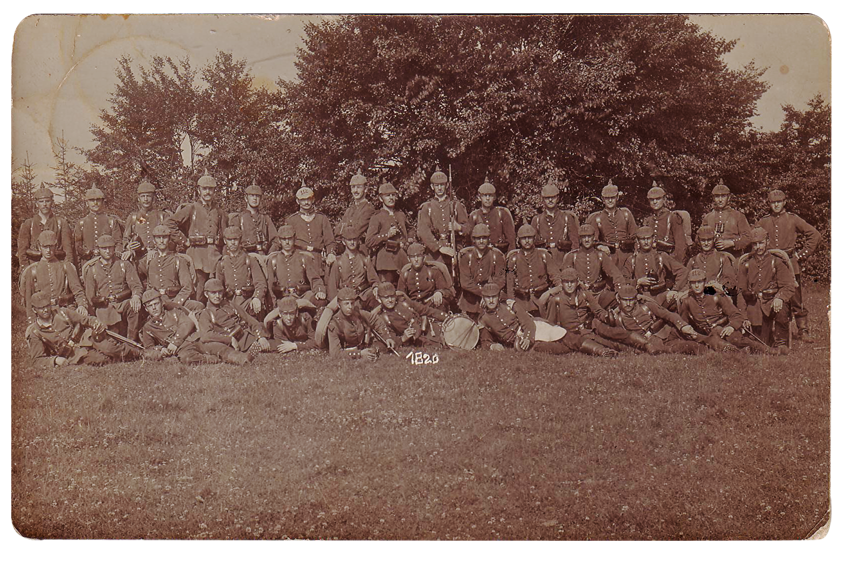
Soldaten im Juli 1914 auf dem Truppenübungsplatz

Im Mai 1914, kurz vor Kriegsbeginn, wurde der Platz vollständig eröffnet. Über die Benennung des Truppenübungsplatzes sind im Kriegsministerium in Berlin eingehende Erwägungen angestellt worden. Neben den Vorschlägen wie „Truppenübungsplatz Stetten“ wurde letztendlich die Bezeichnung „Truppenübungsplatz Heuberg“ gewählt und durch den Kriegsminister genehmigt. Dominik Richert absolvierte dort im Juli 1914 mit der IR 1/112 eine Truppenübung vor dem Krieg.
Während des Ersten Weltkrieges war nordwestlich des Lagers Heuberg, im Bereich der heutigen Alb-Kaserne, ein Kriegsgefangenenlager mit bis zu 15.000 Häftlingen eingerichtet. Insgesamt umfasste das Truppenlager somit um die 20.000 Mann. Nach Ende des Ersten Weltkrieges wurden die reichseigenen Liegenschaften als Großkinderheim des Vereins Kinderheilfürsorge Heuberg e. V. genutzt. Die Landesversicherungsanstalt Württemberg nutzte das frühere Lazarett bis 1973 als Heilstätte.

### NS-Diktatur und Zweiter Weltkrieg (1933–1945)
Anfang 1933 wurde nördlich des Lagers Heuberg unter Nutzung vorhandener Gebäude eines der ersten Konzentrationslager des NS-Regimes errichtet, in dem zeitweise bis zu 2000 Menschen, vor allem politische Regimegegner, in „Schutzhaft“ genommen wurden. Nach neun Monaten wurde das Konzentrationslager Heuberg wieder aufgelöst. Die meisten Häftlinge wurden daraufhin in größere Konzentrationslager, so beispielsweise nach Dachau, verlegt. Ab 1934 übernahm die Reichswehr (ab 16. März 1935 als Wehrmacht bezeichnet) den Truppenübungsplatz und das Lager Heuberg.
1936 wurde für den Bau eines Feldflugplatzes Sebastiansweiler mit seinen zwei Bauernhöfen und die Sebastianskapelle abgetragen.
Im Jahr 1939 wurden zwei Außenfeuerstellungen im Gewann Wanne und Wachtbühl errichtet. Ab 1940 nutzte die privat einquartierte Enziandivision die Schießbahnen. Da das Gelände für Gebirgstruppen zu flach ist, wurden 1940/41 schmale Pfade zum Trauf ausgebaut, um die Tragtiere an die Höhe zu gewöhnen. Ein 1,7 Kilometer langer Zug aus Tragtieren war täglich mit verlasteten Geschützen unterwegs. Ebenfalls 1940 wurde ein Lager des Reichsarbeitsdienstes mit 400 Baracken im Bereich der heutigen Alb-Kaserne errichtet.

#### Erster bemannter Senkrechtstart (1945)

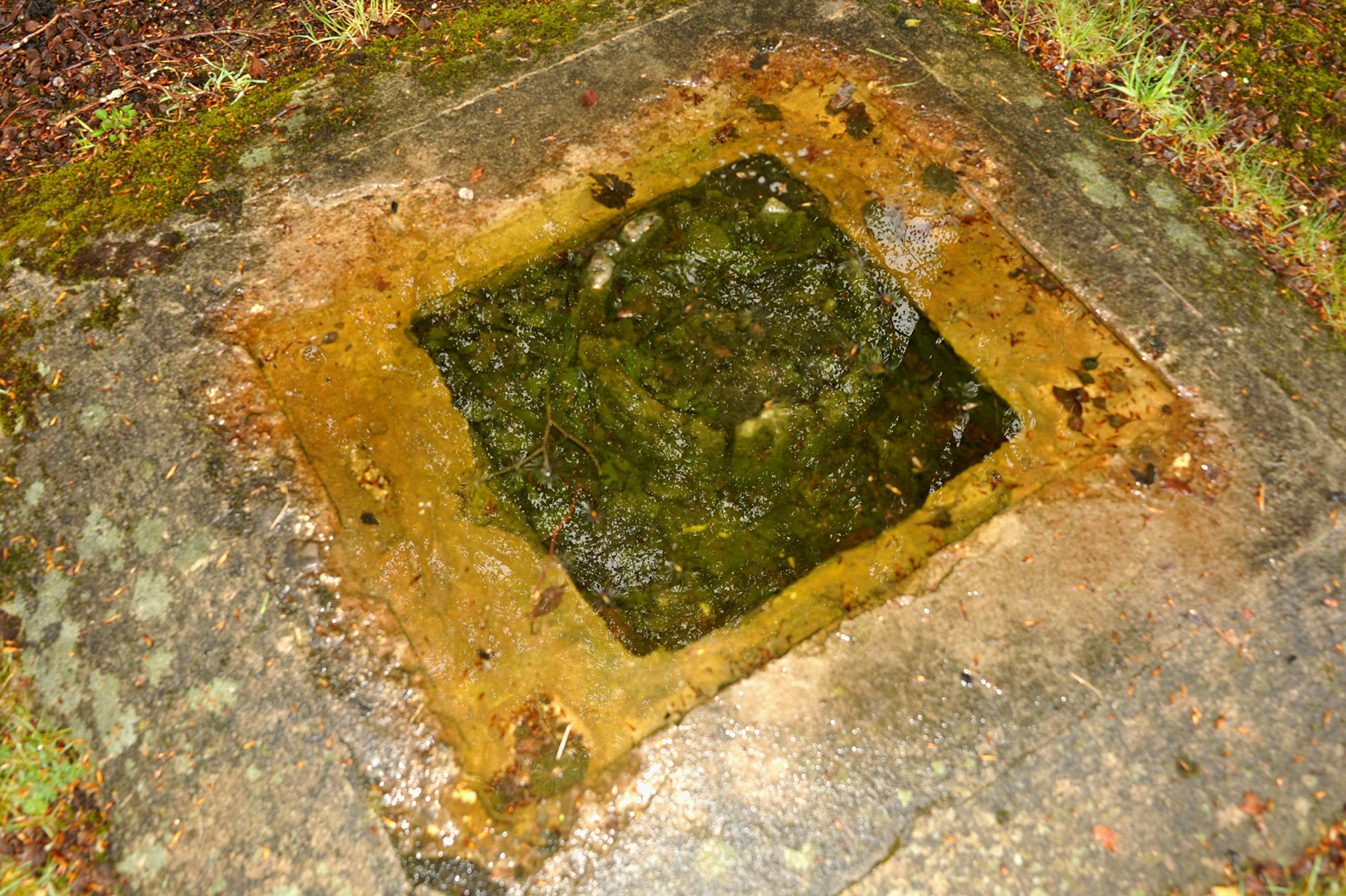
Startplatz der Bachem Ba 349 „Natter“

Auf dem Ochsenkopf, etwa drei Kilometer vom Lager Heuberg entfernt, startete am 1. März 1945 um 17:45 Uhr der 22-jährige Gefreite Lothar Sieber mit der Bachem Ba 349 „Natter“ zum weltweit ersten bemannten Flug eines senkrecht startenden Raketenflugzeugs. Nach 55 Sekunden Flugzeit stürzte die Natter in der Nähe von Nusplingen ab. Sieber kam dabei ums Leben. Seine sterblichen Überreste wurden am 3. März 1945 mit militärischen Ehren auf dem Friedhof von Stetten am kalten Markt beigesetzt. Das Grab existiert dort noch heute. Unweit des Startplatzes steht heute ein Gedenkstein (siehe Natter-Denkmal). Der Aufbau des Startplatzes und der umliegenden Anlagen erfolgte bereits im Herbst 1944. Seit 18. Dezember 1944 startete die unbemannte Natter bereits mehrmals erfolgreich.

### Nachkriegszeit und französische Nutzung (1945–1959)
Von 1945 bis 1959 stand der Platz unter französischer Verwaltung. 1957 besuchte mit dem Luftlandejägerbataillon 9 aus Ellwangen erstmals eine Einheit der neugeschaffenen Bundeswehr als Gäste der französischen Armee den Truppenübungsplatz Heuberg. Bereits am 24. Oktober 1958 wurde ein Verbindungskommando der Bundeswehr bei der französischen Truppenübungsplatzkommandantur eingerichtet. Am 15. November 1959 wurde die Standortverwaltung (StOV) Stetten am kalten Markt aufgestellt. Im selben Monat wurde mit dem Panzerbataillon 294 und der Panzerjägerkompanie 290 die ersten ständigen Bundeswehreinheiten im Lager Heuberg stationiert.

### Bundeswehr im Kalten Krieg (1959–1989)

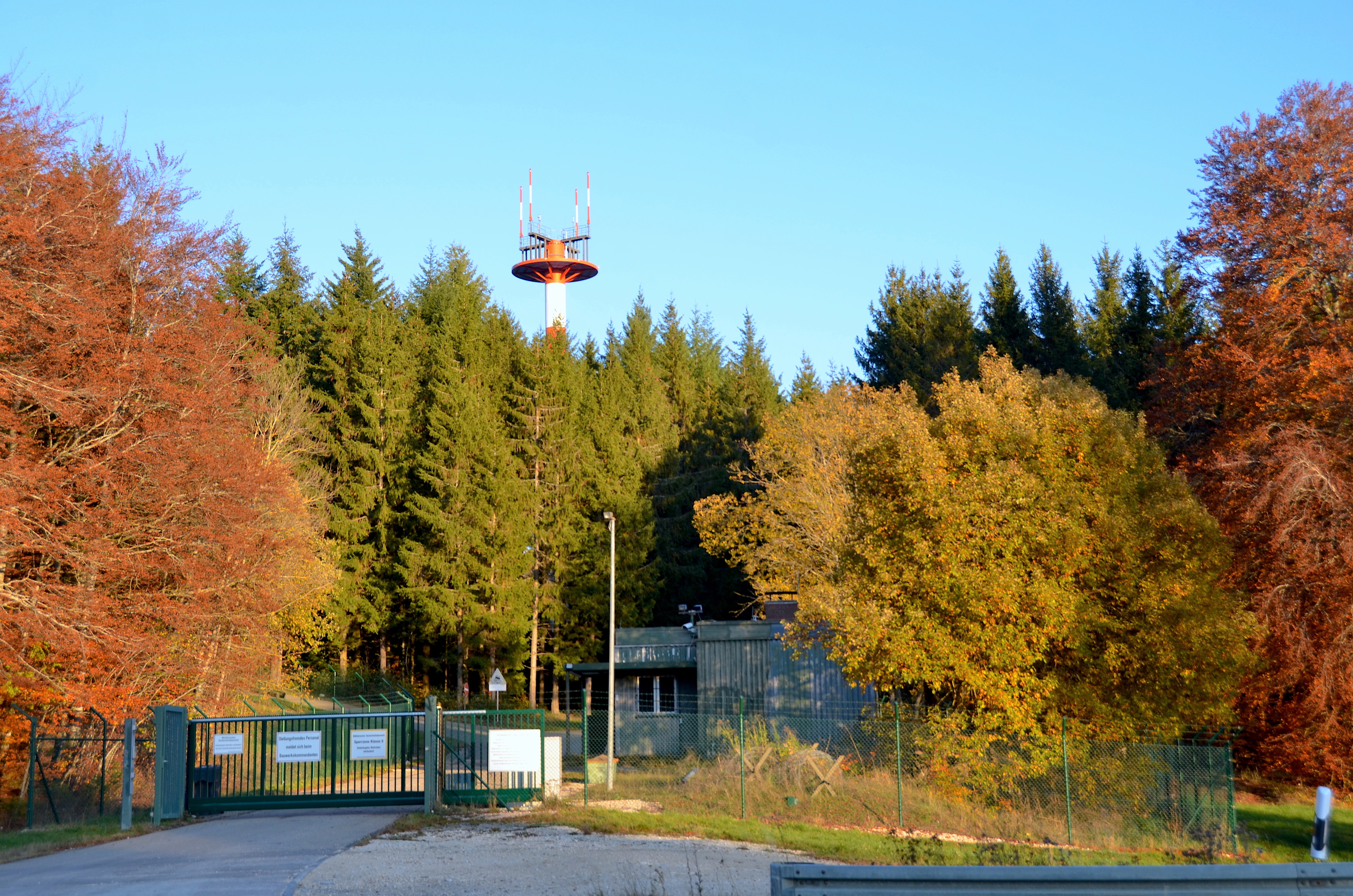
Zufahrt zur Funkstation der Luftwaffe (Bauwerk III)

Zum 1. Januar 1960 wurden der Truppenübungsplatz Heuberg und Teile des Lagers Heuberg an die Bundeswehr übergeben. Gleichzeitig wurde die Truppenübungsplatzkommandantur Heuberg aufgestellt. Ende September 1963 fand der erste Tag der offenen Tür auf dem Truppenübungsplatz und im Lager Heuberg statt, zu dem über 50.000 Besucher anreisten. In den folgenden Jahren entstand die 27 km lange Panzerringstraße, die meist parallel zur asphaltierten Ringstraße um den gesamten Truppenübungsplatz führt sowie eine 5 km lange, panzertaugliche Straße zum Bahnhof Storzingen.
Zwischen 1962 und 1963 oder 1964 wurden angeblich durch US-Truppen der 357th Artillery Detachment nördlich des Lagers beim ehemaligen Waldhof hinter haushohen Bretterzäunen atomare Gefechtsköpfe gelagert. Wäre es zu einem Krieg gegen die Sowjetunion gekommen, wären diese für den Gebrauch durch Langstrecken-Flugabwehrraketen vom Typ Nike Hercules, die den Französischen Luftstreitkräfte unterstanden, bestimmt gewesen.
Zwischen 1962 und 1966 wurde westlich des Lager Heubergs die Alb-Kaserne der Bundeswehr neu errichtet.
1963 entstanden östlich von Meßstetten die Zollernalb-Kaserne (aufgegeben 2014) sowie innerhalb des Truppenübungsplatzes mehrere verbunkerte Bauwerke der Luftwaffe, darunter die Luftwaffenkampfführungsanlage Martin.

### Nach der Deutschen Wiedervereinigung (1990–2009)
Mit der Deutschen Wiedervereinigung und dem Ende es Kalten Krieges änderte sich der Auftrag der Bundeswehr grundlegend. Mit der Außerdienststellung des Truppenübungsplatzes Münsingen am 21. Oktober 2005 wurde der Truppenübungsplatz Heuberg zum letzten verbleibenden Truppenübungsplatz in Baden-Württemberg.
1995 hat die Stadt Meßstetten die Außenfeuerstelle im Gewann Blumersberg zurückerworben.
Das 3. Dragonerregiment des französischen Heeres zog 1997 nach 51-jähriger Präsenz ab und übergab der Bundeswehr damit den kompletten Truppenübungsplatz Heuberg. Die Nachnutzung erfolgte durch die Bundeswehr.
Zwischen 2005 und 2010 wurden 13 Millionen Euro in die Infrastruktur für die lehrgangsgebundene Ausbildung für sämtliche Brandschutzkräfte der Bundeswehr investiert.
Seit 2007 findet einmal jährlich die Übung Roter Heuberg statt. An der Übung nehmen größtenteils zivile Blaulichtorganisationen (Bundeswehr-Feuerwehr, DLRG, DRK, Malteser Hilfsdienst, Polizei, THW sowie zahlreiche Freiwillige Feuerwehren) aus dem Landkreis Sigmaringen sowie seit 2012 zusätzlich aus dem Zollernalbkreis teil.
Am 30. Juni 2008 wurde das CAOC 4, welches sich innerhalb der Luftverteidigungsanlage Bunker Martin befand, aufgelöst. Damit endete die direkte NATO-Nutzung der Truppenübungsplatzinfrastruktur.

### Tiefgreifende Veränderungen (seit 2010)

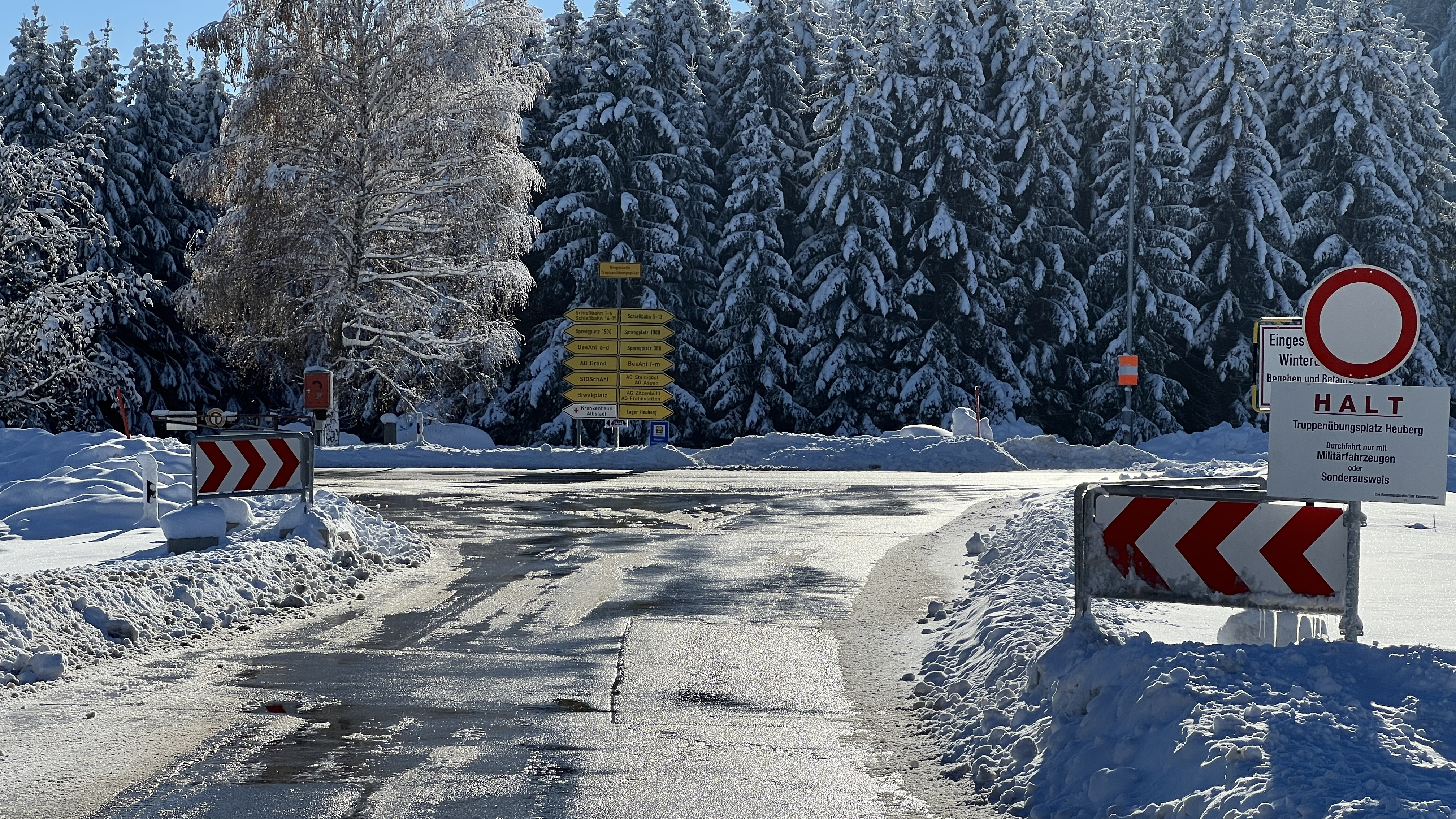
Einfahrt zum Truppenübungsplatz beim Wildgehege Meßstetten

Bis zur Jahrtausendwende wurde der Truppenübungsplatz Heuberg hauptsächlich von der Panzertruppe genutzt. Seither entwickelten sich zahlreiche neue Ausbildungsstätten und -möglichkeiten. Neben der übenden Truppe und den in Alb-Kaserne und Lager Heuberg stationierten Einheiten nutzen auch Bundespolizei, Feuerwehren (Berufsfeuerwehren und freiwillige), Kampfmittelräumdienst, Polizei, Technisches Hilfswerk und Zoll die Übungsinfrastruktur.
2010 wurde das 100-jährige Bestehen des Truppenübungsplatzes u. a. mit einem Festakt mit Bundestagspräsident Norbert Lammert, einem Großen Zapfenstreich mit dem Wachbataillon der Bundeswehr und einem großen Tag der offenen Tür gefeiert. Seit März 2016 ist Stetten am kalten Markt mit über 3.000 Dienstposten der größte Bundeswehrstandort in ganz Süddeutschland (Baden-Württemberg und Bayern).
Mit der Neuausrichtung der Bundeswehr ab 2010 wurde der Standort Stetten am kalten Markt deutlich gestärkt und personell aufgestockt. So zogen unter anderem das Artilleriebataillon 295 in die Alb-Kaserne und die Panzerpionierkompanie 550 von Immendingen ins Lager Heuberg. Insgesamt wurden so seit 2018 180 Millionen Euro in die Liegenschaften investiert.
Der Einsatzführungsbereich 1 wurde zum 31. Dezember 2013 aufgelöst. Die als Control and Reporting Centre (CRC) Sweet Apple genutzte Luftwaffenkampfführungsanlage Martin (Bauwerk I/II) im Norden des Truppenübungsplatzes hatte bereits zum 1. Oktober 2013 den Betrieb eingestellt. Im Zuge dessen wurde auch die Zollernalb-Kaserne in Meßstetten aufgegeben. Innerhalb des Truppenübungsplatzes besteht weiterhin das Bauwerk III (Sende- und Empfangsstation für Flugfunk). Die als Bauwerk V bezeichnete Radarstation auf dem Weichenwang bei Meßstetten blieb bestehen und wurde als Abgesetzter Technischer Zug 249 in den Einsatzführungsbereich 2, welcher in Erndtebrück stationiert ist, integriert.
2015 wurde der abgedichtete Sprengplatz Spitalwald (Sprengplatz 1000), 2017 der Umbau von Sprengplatz Schießbahn 10 (Sprengplatz 1500) eröffnet. 2016 wurde zudem die Brandübungsanlage nördlich des Lagers Heuberg fertiggestellt. Auf dem 18.000 Quadratmeter großen Gelände stehen Stahlmodelle jeweils eines Eurofighter Typhoon, einer NH90 und einer A400M in Originalgröße als Übungsobjekte zur Verfügung.
Im September 2024 wurde der Bau von zwei Weltraumteleskopen innerhalb des Truppenübungsplatz im Bereich des Bunkers Martin bei Meßstetten angekündigt. Die Geräte sammeln Daten in Höhen zwischen 400 und 36.000 Kilometern und leiten diese an das Weltraumlagezentrum des Weltraumkommandos der Bundeswehr im nordrhein-westfälischen Uedem weiter. Die Bauphase begann am 13. Januar 2025 und soll bis Ende 2025 abgeschlossen sein. Die Inbetriebnahme und Übergabe an das Weltraumkommando der Bundeswehr soll im Mai 2026 erfolgen. Die Kosten werden vom Sondervermögen Bundeswehr abgedeckt und liegen bei unter 24 Millionen Euro.

## Militärische Liegenschaften
In und um den Truppenübungsplatz Heuberg gab und gibt es zahlreiche militärische Liegenschaften, die die Übungsmöglichkeiten regelmäßig nutzten bzw. auch weiterhin nutzen:
| Liegenschaft                    | Ort                     | Art                           | Status  | Betrieb   | Entfernung |
| ------------------------------- | ----------------------- | ----------------------------- | ------- | --------- | ---------- |
| Alb-Kaserne                     | Stetten am kalten Markt | Truppenunterkunft             | aktiv   | seit 1966 | 0 km       |
| Bauwerk I/II (Bunker Martin)    | Meßstetten              | Luftwaffenkampfführungsanlage | inaktiv | 1962–2013 | 0 km       |
| Bauwerk III                     | Meßstetten              | Funkstation                   | inaktiv | 1962–2013 | 0 km       |
| Bauwerk IV                      | Meßstetten              | Funkstation                   | inaktiv | 1962–?    | 0 km       |
| Bauwerk V                       | Meßstetten              | Radarstation                  | aktiv   | seit 1962 | 3 km       |
| Graf-Stauffenberg-Kaserne       | Sigmaringen             | Truppenunterkunft             | inaktiv | 1957–2016 | 14 km      |
| Lager Frohnstetten              | Frohnstetten            | Munitionslager                | inaktiv | 1945–1987 | 0 km       |
| Lager Heuberg                   | Stetten am kalten Markt | Truppenunterkunft             | aktiv   | seit 1912 | 0 km       |
| Oberfeldwebel-Schreiber-Kaserne | Immendingen             | Truppenunterkunft             | inaktiv | 1958–2016 | 32 km      |
| Oberschwaben-Kaserne            | Mengen Hohentengen      | Truppenunterkunft             | inaktiv | 1939–2012 | 25 km      |
| Staufer-Kaserne                 | Pfullendorf             | Truppenunterkunft             | aktiv   | seit 1959 | 27 km      |
| Weltraumteleskope               | Meßstetten              | Weltraumteleskop              | im Bau  | ab 2026   | 0 km       |
| Zollernalb-Kaserne              | Meßstetten              | Truppenunterkunft             | inaktiv | 1963–2014 | 1 km       |

### Verwaltung und Bewirtschaftung
Verantwortlich für die Verwaltung und Bewirtschaftung des Truppenübungsplatzes Heuberg ist die 1960 gegründete Truppenübungsplatzkommandantur (TrÜbPlKdtr) Heuberg mit Sitz im Lager Heuberg in Stetten am kalten Markt. Sie ist der älteste, noch bestehende Verband der Garnison Stetten am kalten Markt. Die Truppenübungsplatzkommandantur Heuberg gehört zum Bereich Truppenübungsplatzkommandantur SÜD und ist somit dem Unterstützungskommando der Bundeswehr unterstellt.
Die Liegenschaften und Übungseinrichtungen werden direkt von der Truppenübungsplatzkommandantur oder im Auftrag derer vom Bundeswehr-Dienstleistungszentrum (BwDLZ) Stetten am kalten Markt bewirtschaftet. Das Forst- und naturschutzfachliche Geländemanagement wird durch den Bundesforstbetrieb Heuberg mit Sitz in Meßstetten und das Bundesanstalt für Immobilienaufgaben (BImA) durchgeführt. Auf dem Truppenübungsplatz sind zudem im Auftrag der entsprechenden Stelle Jäger, Landwirte und Schäfer tätig.

## Nutzungsmöglichkeiten

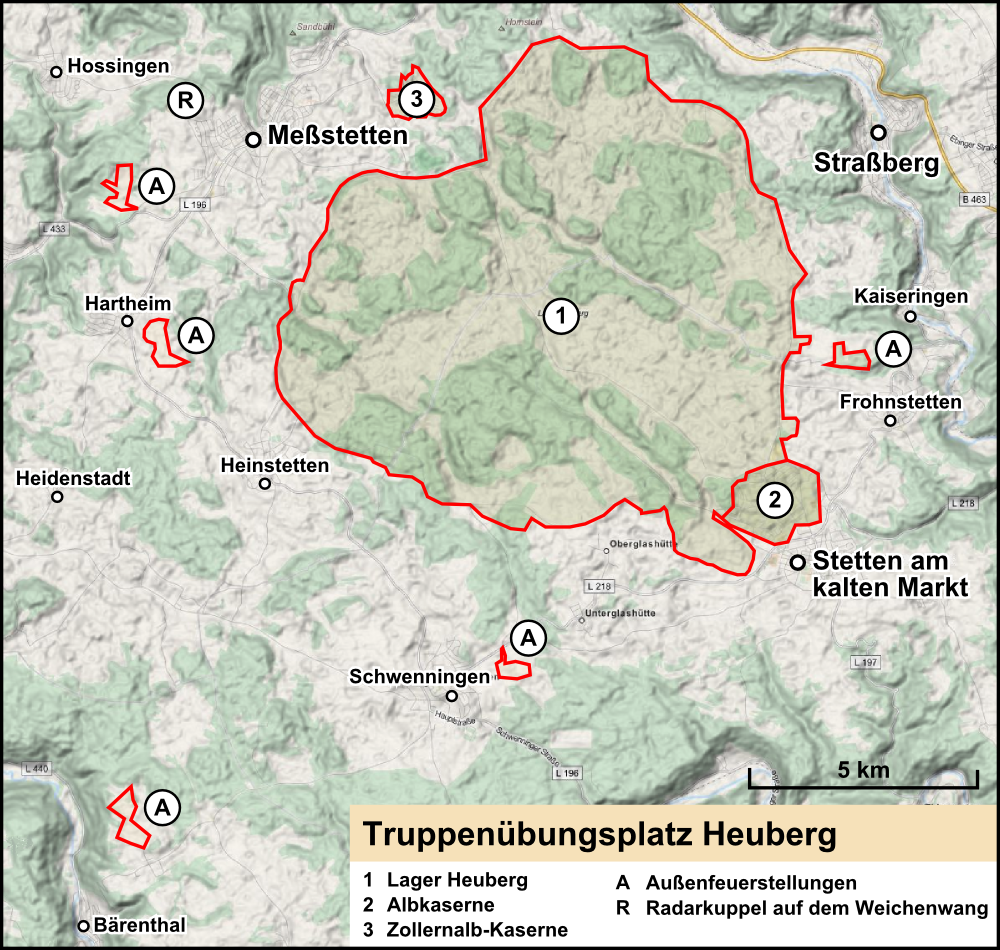
Truppenübungsplatz mit Kasernen und Außenfeuerstellungen

Der Truppenübungsplatz Heuberg wird entlang seiner Außengrenze von einer asphaltierten Ringstraße sowie einer geschotterten Ringstraße für Kettenfahrzeuge umgeben.

### Übungsmöglichkeiten
- Ausbildungsanlage C-IED
- Ausbildungsanlage Kampfmittelabwehr
- Ausbildungseinrichtungen für Kommando Spezialkräfte (KSK) und Ausbildungszentrum Spezielle Operationen
- Brandübungsanlage
- Dekontaminationsanlage
- Kampfmittelerkundung und Kampfmittelbeseitigung
- Hindernisbahn
- Hindernisbahn mit besonderen Anforderungen
- Objektschutzanlage mit Checkpoint
- Panzerüberrollbahn
- Pionierübungsgelände
- Sprengplätze 1500 (Spitalwäldle), 1000 (Schießbahn 10) und 300 (BesAnl i)

### Schießmöglichkeiten
Nutzungsschwerpunkt ist der infanteristische Kampf. Innerhalb des Truppenübungsplatzes Heuberg befinden sich 15 Schießbahnen und zudem die Standortschießanlage Stetten am kalten Markt, welche neben der Bundeswehr auch von der Bundeszollverwaltung genutzt wird. Die Standortschießanlage der ehemaligen Graf-Stauffenberg-Kaserne in Sigmaringen ist weiterhin aktiv und wird durch die Garnison Stetten am kalten Markt genutzt.
- Artillerierohrwaffen
- Granatpistole und Granatmaschinenwaffen
- Handgranatenwurfstand und -haus
- Handwaffen
- Luft-Boden-Schießen
- Maschinenkanonen bis 20 Millimeter
- Maschinenwaffen
- Mörser
- Panzerabwehrlenkflugkörper MILAN und TOW
- Panzerabwehrwaffen
- Pyrotechnische Munition
- Sonderschießanlagen Feldjägerkräfte, Spezialkräfte, spezielle Kräfte, Gruppengefechtsschießen
- Standortschießanlage
- Sprengen
- Übungsschießgeräte Artillerie und Mörser

### Außenfeuerstellungen
Seit Ende der 2010er-Jahre wird lediglich noch eine von ursprünglich sieben Außenfeuerstellung genutzt (Vogelbühl bei Bärenthal). Alle anderen mit Ausnahme des veräußerten Blumersberg bei Meßstetten werden noch zu anderen Ausbildungszwecken, jedoch nicht mehr als Außenfeuerstellung verwendet. Alle Stellungen sind als Ausbildungsgelände (AG) nach dem Gewannnamen benannt.
| Name           | Gemarkung      | Status  | Bemerkung                                    |
| -------------- | -------------- | ------- | -------------------------------------------- |
| AG Blumersberg | Meßstetten     | inaktiv | 1995 von der Stadt Meßstetten zurückerworben |
| AG Bol         | Hartheim       | aktiv   |                                              |
| AG Königsbol   | Hartheim       | aktiv   |                                              |
| AG Vogelbühl   | Bärenthal      | aktiv   | Einzig verbliebene Außenfeuerstellung        |
| AG Waldhof     | Kaiseringen    | aktiv   | Früher als AG Sieben Jauchert geführt        |
| AG Wanne       | Schwenningen   | aktiv   |                                              |
| AG Wachtbühl   | Schwenningen   | aktiv   |                                              |
| AG Wiedenäcker | Unterdigisheim | aktiv   |                                              |

## Zugänglichkeit

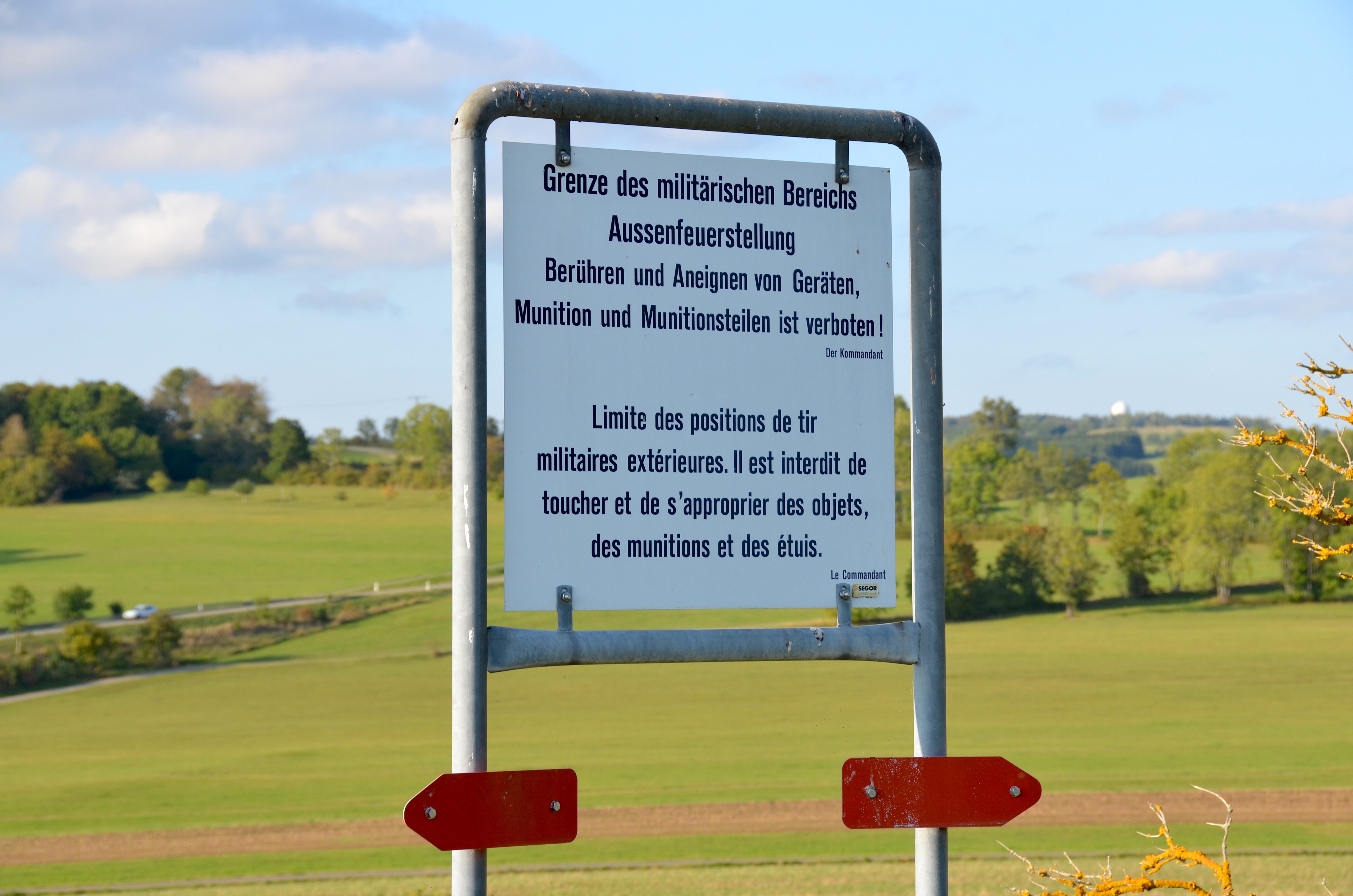
Grenze des militärischen Sicherheitsbereich an der Außenfeuerstellung Bol bei Hartheim

Der gesamte Truppenübungsplatz inklusive der Ringstraße ist ein militärischer Sicherheitsbereich und daher nur mit Sondererlaubnis betretbar. Die Außenfeuerstellungen sind teilweise als militärische Bereiche ausgewiesen. Der Truppenübungsplatz sowie seine Außenfeuerstellungen sind baulich nicht gesichert, jedoch mit entsprechenden Hinweistafeln gekennzeichnet.
Es gibt insgesamt zwölf Zufahrten zur Ringstraße aus Richtung Stetten am kalten Markt (Dreitrittenkapelle, Nordtor Alb-Kaserne, Nordtor Lager Heuberg, AG Frohnstetten), Frohnstetten, Straßberg, Albstadt-Ebingen, Meßstetten (Wildgehege, Alter Hau), Heinstetten (Meßstetter Straße, Biesstraße) und Schwenningen. Die Zufahrten sind i. d. R. geöffnet und mit Fahrbahnverengungen und Hinweisschildern gesichert. Zutrittsberechtigungen zum Truppenübungsplatz wird durch Feldjäger und Truppenübungsplatzkommandantur überwacht.
Die Truppenübungsplatzkommandantur bietet in unregelmäßigen Abständen militärgeschichtliche Führungen auf dem Truppenübungsplatz an. Am 19. und 20. Juli 2025 konnte der Truppenübungsplatz im Rahmen der Heuberger Wandertage in Teilen erwandert werden.

## Natur- und Landschaftsschutz

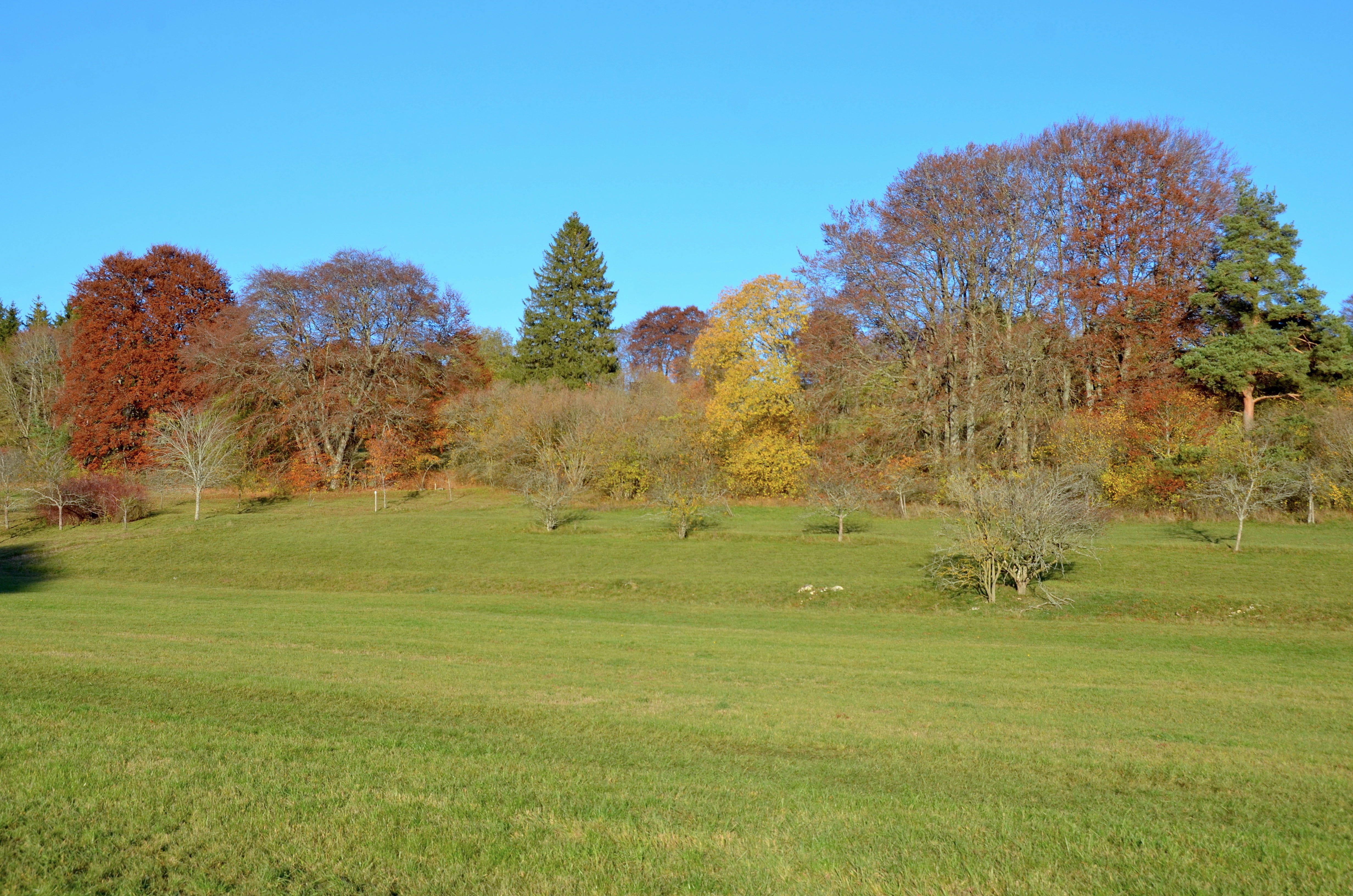
Landschaft auf dem Truppenübungsplatz Heuberg

Der Truppenübungsplatz besitzt eine für den Naturschutz außerordentlich wichtige landschaftsökologische Substanz. Seine Fläche gliedert sich in 40 Prozent Waldflächen und 60 Prozent offene Wiesenflächen, zum Teil mit Wacholderheide durchsetzt. Sie ist geprägt durch die traditionelle Wanderschäferei. So konnten sich auf dem Truppenübungsplatz die typischen Kulturlandschaften der vergangenen Jahrhunderte halten bzw. ausbreiten.
Mit dem Kleinen Hohlen Fels und dem Großen Hohlen Fels (beide Gemarkung Meßstetten) befinden sich auf dem Truppenübungsplatz Naturdenkmäler. In der kargen, weitgehend baumlosen und naturbelassenen Landschaft liegen die für Schießübungen abgestellten Panzerwracks verstreut. Auf den Anhöhen sind alte Bunker oder das, was nach dem Beschuss noch von ihnen übrig ist, zu sehen. Da der Truppenübungsplatz durch seine fast hundertjährige militärische Nutzung zu weiten Teilen mit Munition und Munitionsteilen belastet ist, ist das Betreten und Befahren lebensgefährlich und daher für Zivilpersonen verboten.

### Natura-2000-Gebiet
Der Truppenübungsplatz Heuberg ist Natura-2000-Gebiet. Auf dessen Gelände plante die Bundeswehr 2010 im Spitalwald den Bau und Ausbau eines neuen und eines bereits vorhandenen Sprengplatzes. Es besteht aus einem großen Hauptgebiet, das überwiegend im Truppenübungsplatz Heuberg liegt, sowie mehreren kleinen Teilgebieten bei Frohnstetten und südlich Ebingens. Die Gesamtfläche des FFH-Gebietes beträgt 4732 Hektar. Davon lagen 2010 4134 Hektar innerhalb des militärisch genutzten Truppenübungsplatzes, welcher seit 2001 als Vogelschutzgebiet und seit 2005 als FFH-Gebiet geschützt ist. Für die Schutzwürdigkeit des Gebietes – es eignet sich besonders als Sommerschafweide – von Bedeutung sind insbesondere die artenreichen Kalk-Magerrasen und Wacholderheiden.

## Historische Orte

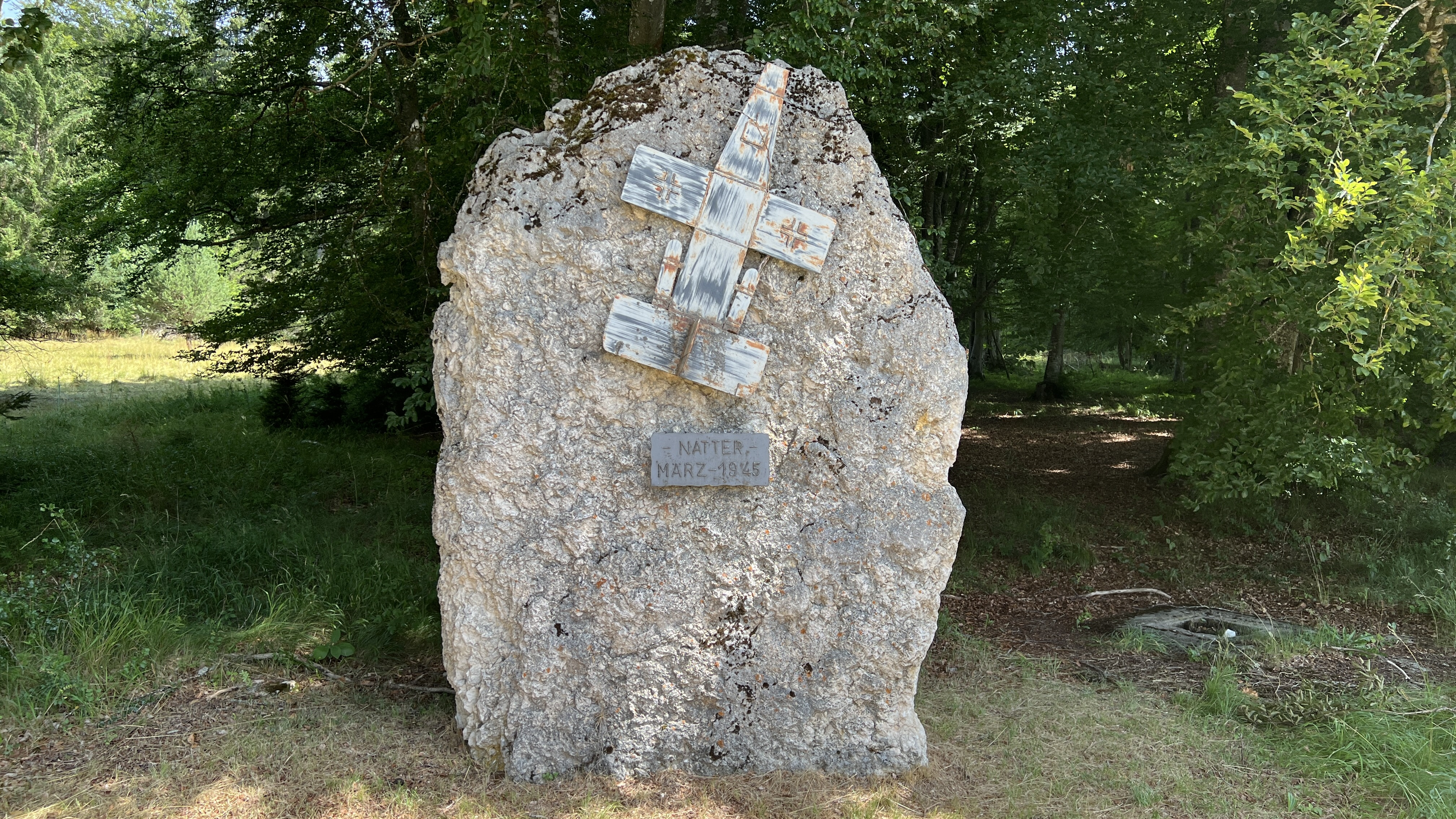
Natter-Denkmal am Ochsenkopf

### Natter-Denkmal

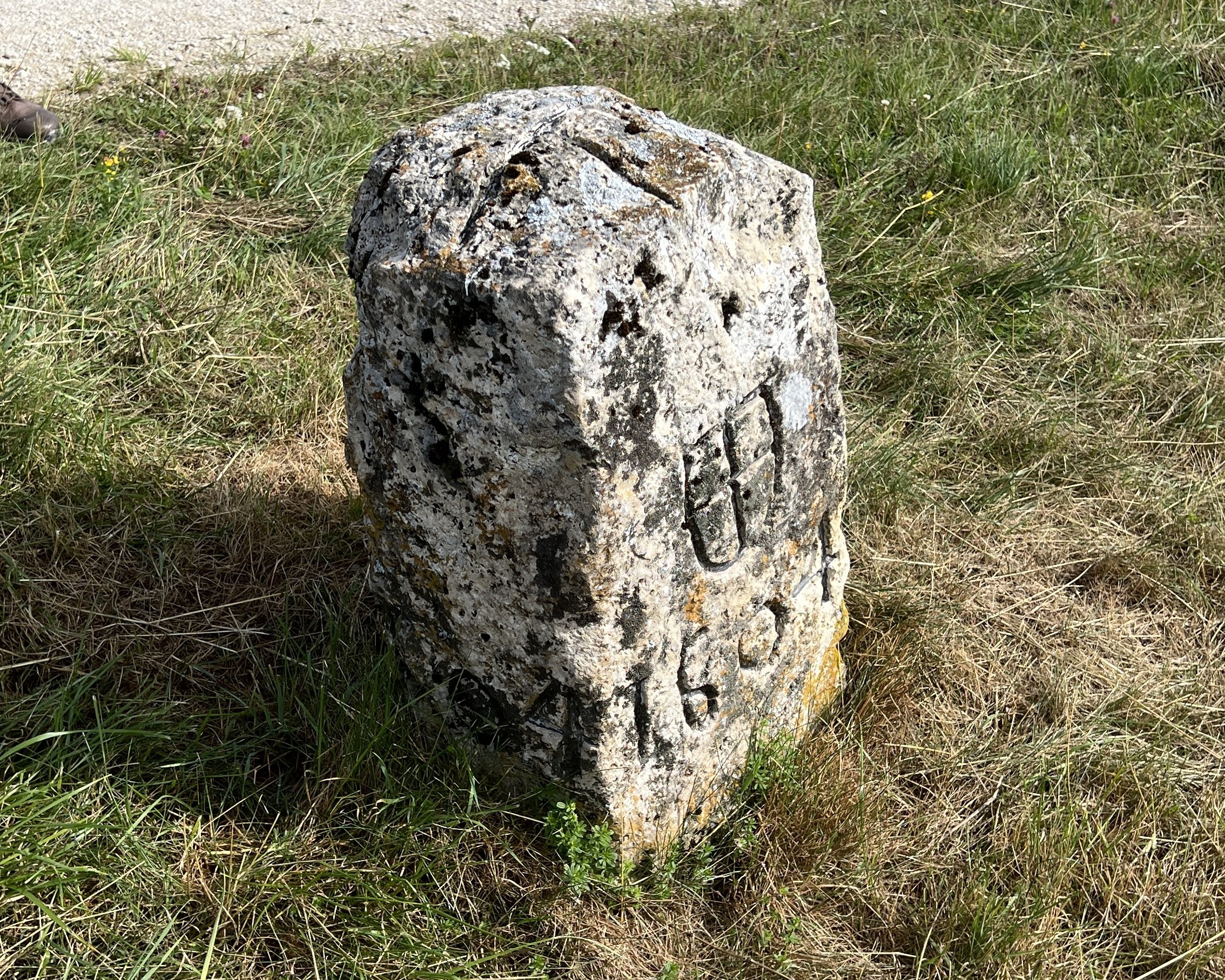
Nachbildung der Dreibannmarke von 1604

Unweit der Standortschießanlage im Osten des Truppenübungsplatzes befindet sich am Ochsenkopf ein Gedenkstein für den ersten Start eines Raketenflugzeugs am 1. März 1945 der Bachem Ba 349 „Natter“ (siehe Erster bemannter Senkrechtstart).

### Dreibannmarke
Im Truppenübungsplatz befindet sich die sagenumwobene Dreibannmarke, auch Dreibanmarke genannt, eine Nachbildung eines Grenzsteins aus dem Jahre 1604, der heute die Grenze zwischen den Marken dreier Gemeinden, früher der drei Länder Württemberg, Baden und Hohenzollern, kennzeichnete. Der originale Grenzstein befindet sich heute in der Militärhistorischen Sammlung Stetten am kalten Markt.
Die Wiese bei der Dreibannmarke diente als Lagerplatz fahrender Händler, Fuhrmänner und Handwerker. Mit Raffinesse gelang es, zwischen den Grenzen einen Vorteil zu finden. Waren wurden bis 1835 für Händler über die von Landjägern bewachten Zollgrenzen geschmuggelt. Nach der Inbetriebnahme der Schießbahnen wurde den Fahrenden bis zum Porajmos, dem Völkermord an den europäischen Roma in der Zeit des Nationalsozialismus, eine Wiese am Rand des Sperrgebiets als Lagerplatz zugewiesen.

### Burgruine auf dem Schloßberg beim Sendeturm Kählesbühl
Ritter Heinrich von Tierberg genannt Haiterbach hatte sehr wahrscheinlich seinen Besitz in Haiterbach verkauft und dafür 1345 seine neue Herrschaft auf dem Gelände des heutigen Truppenübungsplatzes erworben, deren Mittelpunkt die Burg Meßstetten war. Im 14. Jahrhundert übte ein Zweig der Herren von Tierberg (genannt Haiterbach) Rechte im Ort aus und besaß seit 1345/47 auch eine kleine Herrschaft. Möglicherweise war dieser Herrschaftssitz – vielleicht auch die Hossinger Burg – der Herrschaftsmittelpunkt des genannten Zweiges der Herren von Tierberg. 1418 erfolgte ein Verkauf an Württemberg.

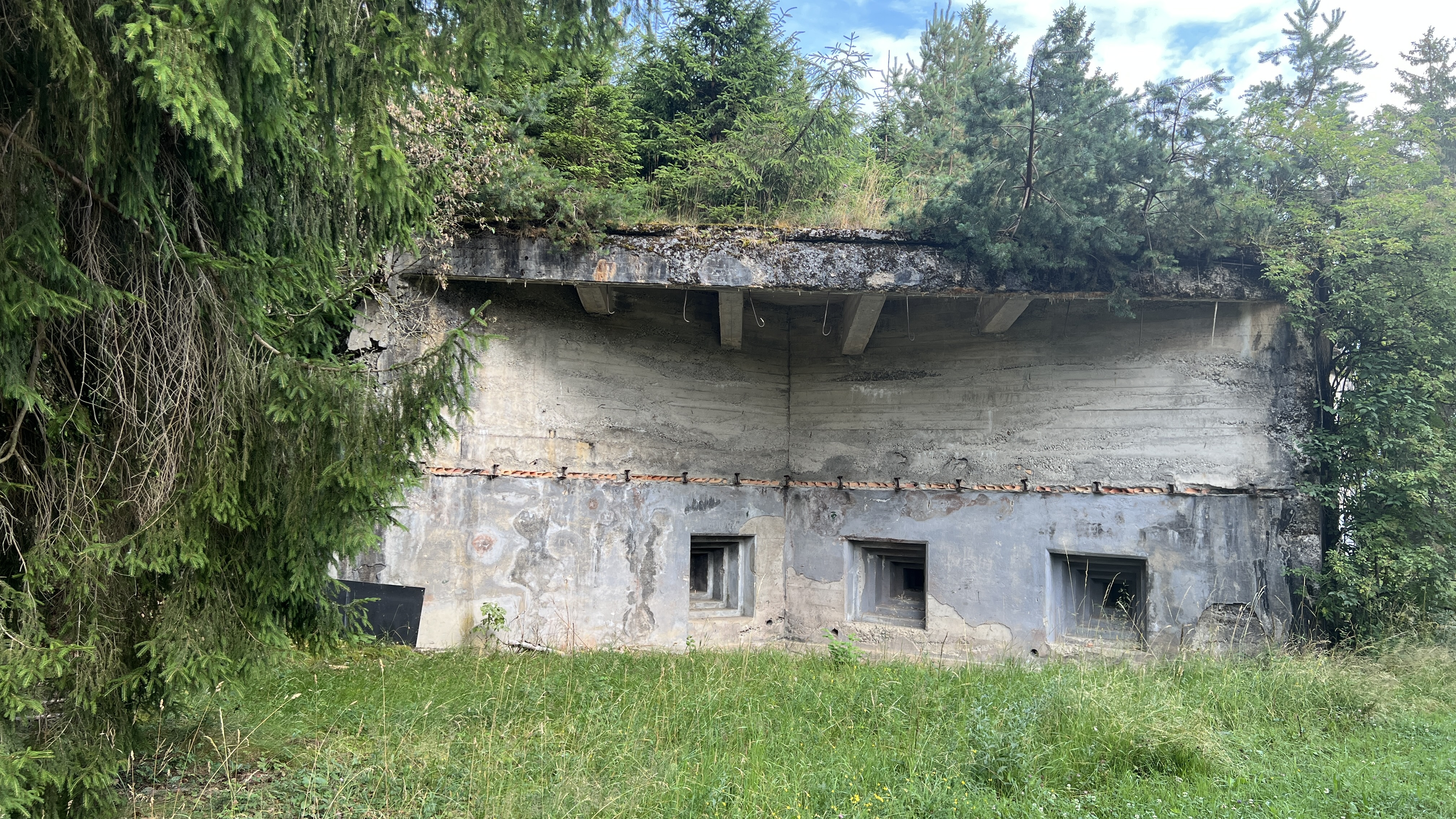
Üb-Anlage Bunker auf dem TrÜbPl Heuberg

### Übungsanlage Bunker
Bei der Schießbahn 8 im Süden des Truppenübungsplatzes befindet sich die sog. Üb-Anlage Bunker. Die in der Zeit des Nationalsozialismus errichtete Bunkeranlage besteht aus drei Bunkerattrappen. Die Üb-Anlage diente zum Training für Angriffe auf das belgische Fort Eben-Emael und die französischen Maginot-Linie. Neben den Übungsmöglichkeiten wurden auch der Bau und die Härtung von Bunkern erprobt.

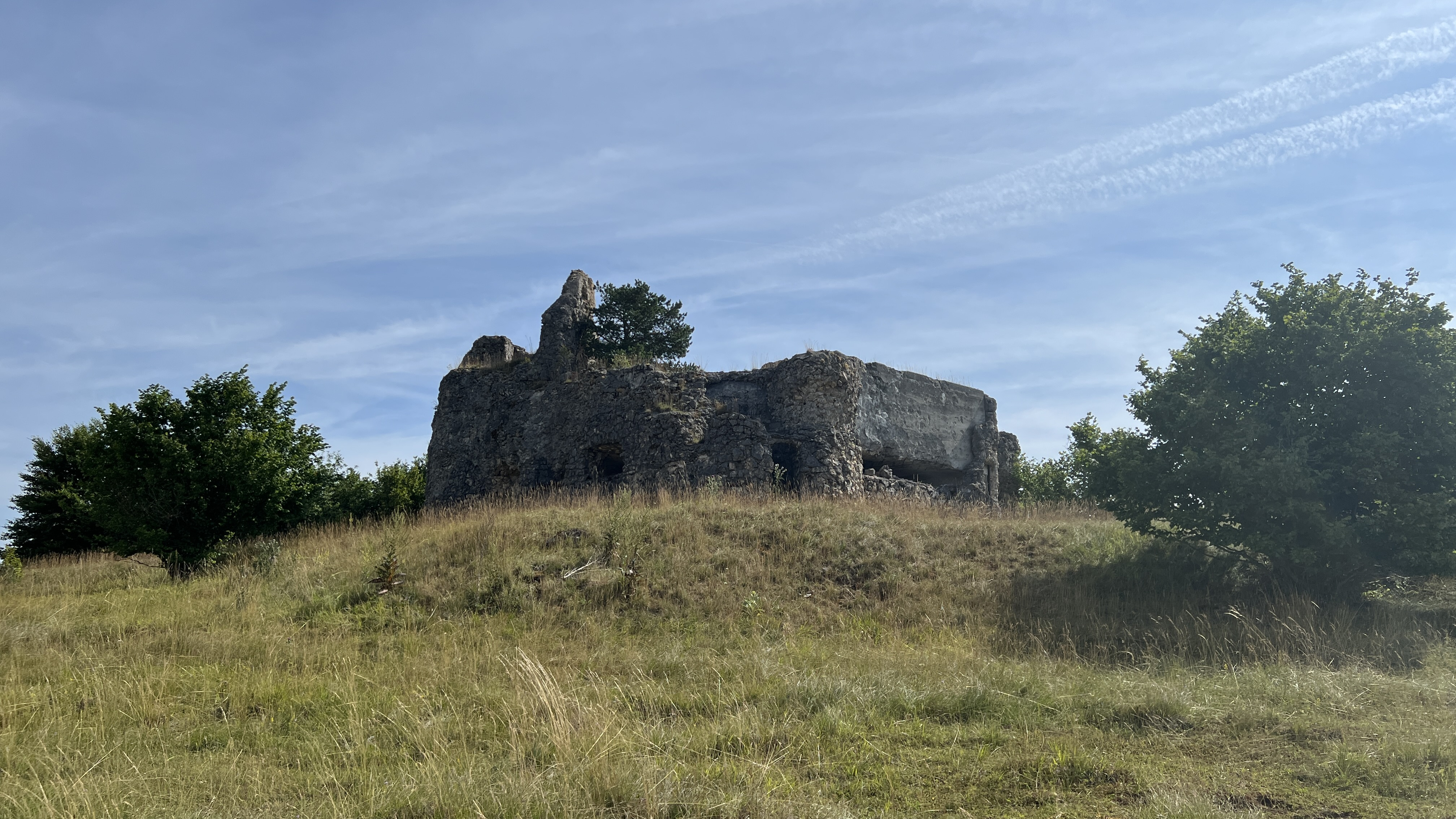
Ruine Klein-Wildenstein

### Ruine Klein-Wildenstein
In der Mitte des Übungsplatzes, südlich der Schießbahn 14 und oberhalb des Pfaffentals befindet sich die Ruine Klein-Wildenstein. Hierbei handelt es sich um einen 1940 erbauten Bunker, welcher außen wie die Burg Wildenstein im Donautal verkleidet war. Die Bunkeranlage diente während des Artillerieschießens als Beobachtungsposten zur Trefferaufnahme im Zielgebiet. Nach dem Zweiten Weltkrieg beschoss das französische Militär die Anlage auch direkt. Heute steht die Ruine Klein-Wildenstein unter Denkmalschutz und befindet sich daher nicht mehr im Zielgebiet.

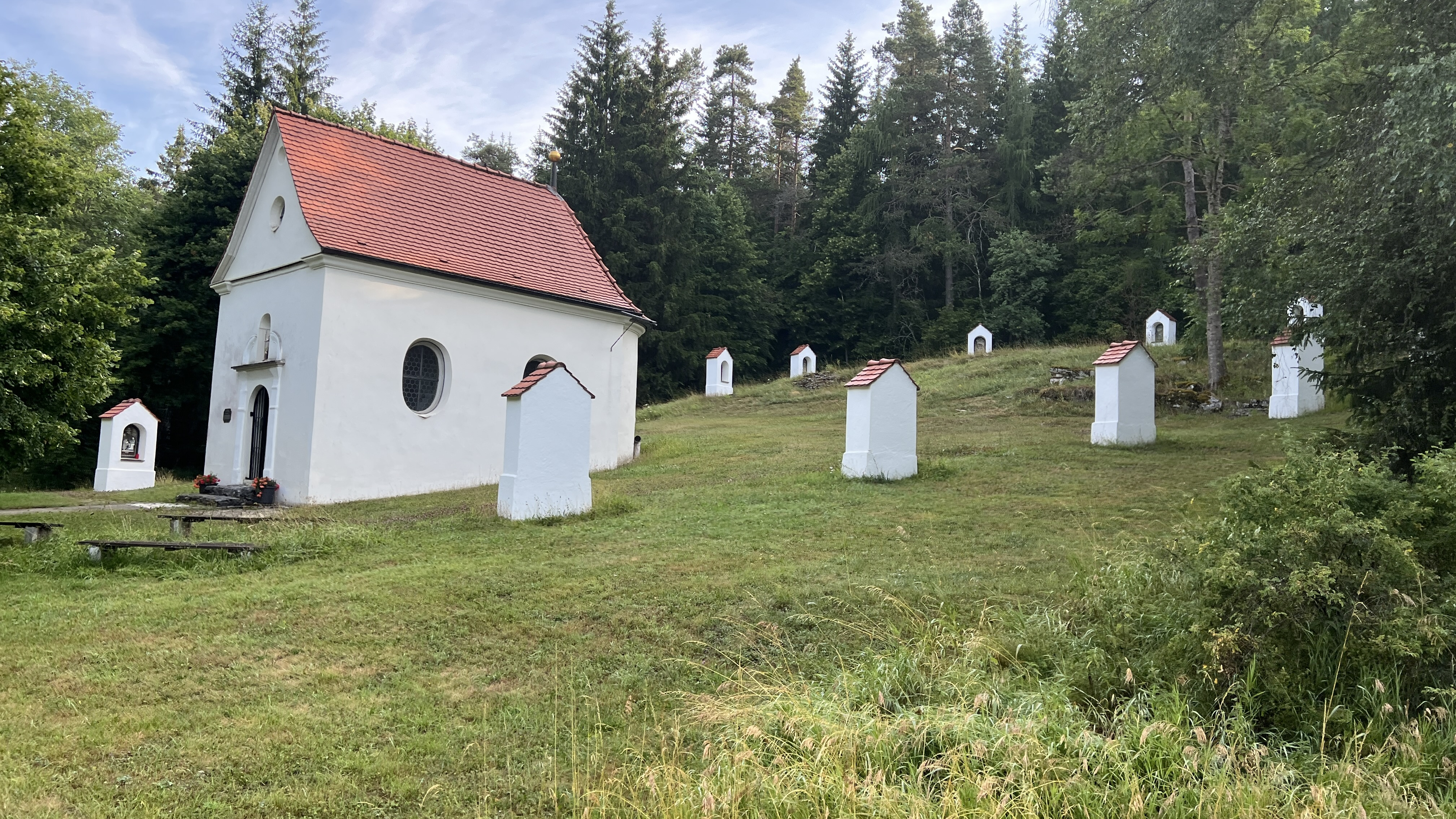
Dreitrittenkapelle mit Kreuzweg

### Dreitrittenkapelle
Die Dreitrittenkapelle ist eine 1696 erbaute Kapelle westlich der Alb-Kaserne unweit der Hauptzufahrt zur Ringstraße von Stetten am kalten Markt. Nach einer Legende diente die Gegend um die heutige Kapelle als Rossweide. Dort hüteten die „Rossbuben“ ihre Pferde. Einem dieser Rossbuben erschien nach lästerlichem Fluchen der Herrgott in Menschengestalt und ermahnte ihn. Der Rossbube ließ sich davon zusätzlich anstacheln, fluchte weiter und erhob seine Geißel gegen ihn. Der Herrgott flüchtete über drei Steine in ein nahegelegenes Gebüsch und verschwand. In den Steinen hinterließ er Fußabdrücke. Die Legende verbreitete sich schnell in der Gegend und viele Menschen mit Fußleiden besuchten die Tritte. Ein fußkranker Pfarrer tat dies ebenfalls und wurde geheilt, weshalb er aus Dankbarkeit den Bau der Kapelle über einem dieser Steine in die Wege leitete.
Im Bereich der Dreitrittenkapelle stehen 1974 ein Gedenkstein zur Erinnerung an die verstorbenen Soldaten der ehemaligen Panzerbrigade 29 und seit 1983 ein Mahnmal zum Gedenken an die Opfer des Konzentrationslagers Heuberg.
Zum 300-jährigen Bestehen der Dreitrittenkapelle 1996 wurde sie samt dem umliegenden Kreuzweg renoviert.

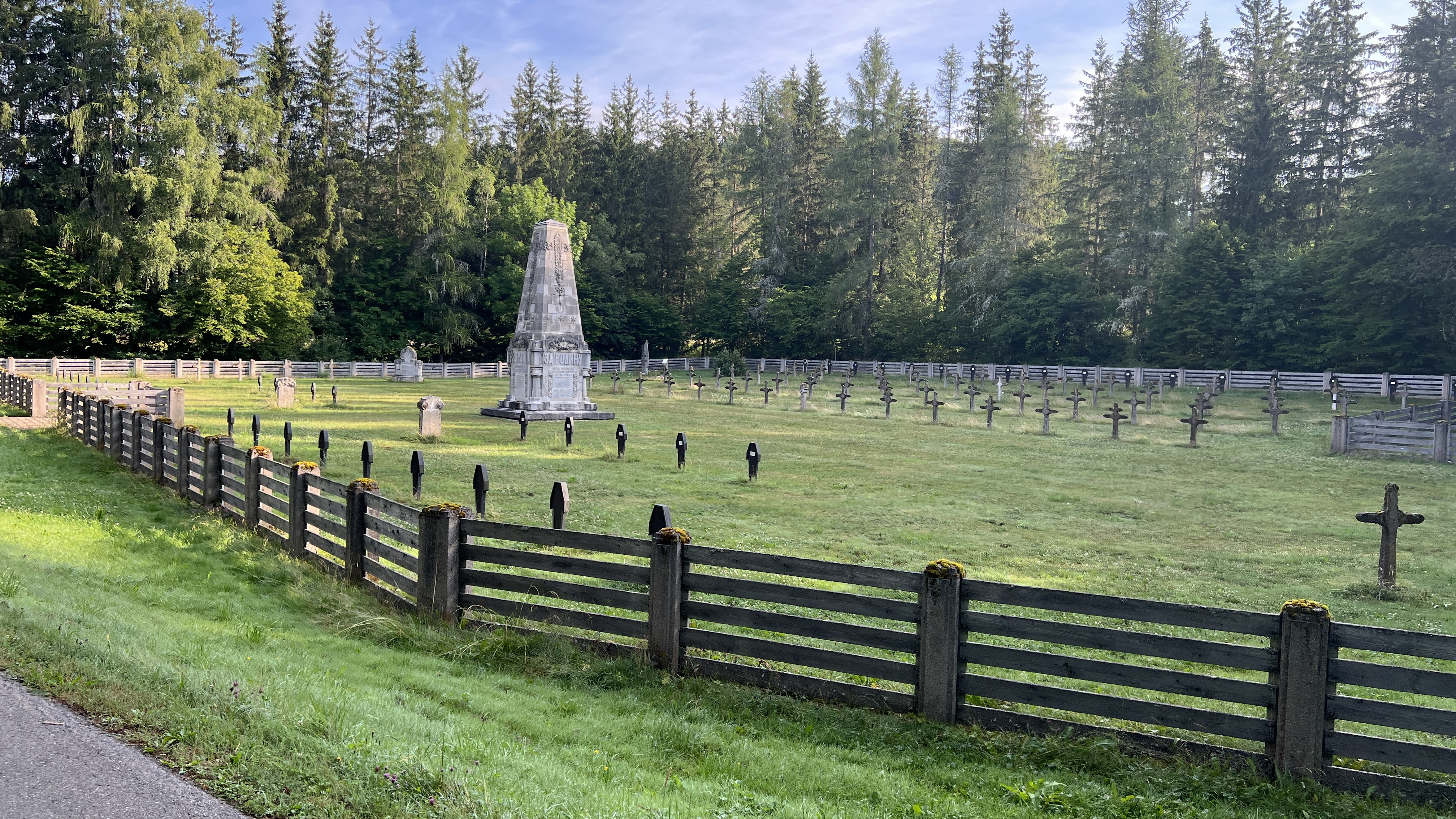
Der sog. Russenfriedhof

### Russenfriedhof
Etwa 200 Meter nordwestlich der Dreitrittenkapelle befindet sich der sog. Russenfriedhof. Auf diesen Friedhof befinden sich verschiedene Gräber und Gedenksteine für russische bzw. sowjetische Kriegsgefangene aus dem Ersten und Zweiten Weltkrieg sowie für die Opfer des Strafbataillons 999.

## Trivia
Gegenüber der Schießbahn 9 im ehemaligen Wachlokal eines Munitionsdepots befindet sich das Vereinsheim der Reservistenkameradschaft Stetten am kalten Markt des Vereins der Reservisten der Deutschen Bundeswehr e. V.